# 1994 في بلجيكا
فيما يلي قوائم الأحداث التي وقعت خلال عام 1994 في بلجيكا.

## رياضة
- 1 يناير – طواف فلاندرز 1994
- 28 أغسطس – جائزة بلجيكا الكبرى 1994 الفائز دامون هيل.

## أفلام
من الأفلام التي صدرت هذه السنة في بلجيكا:
- 1 يناير – ساعي البريد من إخراج مايكل رادفورد.

## مواليد

### فبراير
- 7 فبراير – كيمر كوبيجانس لاعب كرة مضرب بلجيكي.

### مارس
- 7 مارس – أن صوفي ميستاتش لاعبة كرة مضرب بلجيكية.
- 26 مارس – أليسون فان يوتفانخ لاعبة كرة مضرب بلجيكية.

### أبريل
- 22 أبريل – زينيا سميتس لاعبة كرة يد ألمانية.

### مايو
- 14 مايو – دنيس برات لاعب كرة قدم بلجيكي.[1]

### يوليو
- 25 يوليو – جوردان لوكاكو لاعب كرة قدم بلجيكي.[2]

### أغسطس
- 19 أغسطس – نافيساتو تيام لاعبة ألعاب قوى بلجيكية.[3]
- 29 أغسطس – يساليني بونافنتور لاعبة كرة مضرب بلجيكية.

## وفيات

### فبراير
- 16 فبراير – نويل فور (مواليد 1932) درّاج طريق بلجيكي.

### مارس
- 19 يونيو – مارسيل دو كورت (مواليد 1905) فيلسوف بلجيكي.[4][4]

### مايو
- 25 مايو – روبرت بافريك (مواليد 1912) لاعب كرة قدم بلجيكي.

### يونيو
- 19 يونيو – مارسيل دو كورت (مواليد 1905) فيلسوف بلجيكي.[4][4]

### سبتمبر
- 17 سبتمبر – أرنولد بادجو (مواليد 1909) لاعب كرة قدم بلجيكي.[5]